# Androsace mucronifolia
Espèce
Androsace mucronifolia est une espèce de plantes à fleurs de la famille des Primulacées.